# Komatsubara Michitarō
Komatsubara Michitarō (小松原 道太郎 (Tiểu Tùng Nguyên Đạo Thái Lang)) sinh ngày 20 tháng 7 năm 1885 mất ngày 6 tháng 10 năm 1940, là một vị tướng trong Lục quân Đế quốc Nhật Bản, tham gia Sự kiện Nomonhan.

## Tiểu sử
Lớn lên ở Yokohama quận Kanagawa, cha ông làm kĩ sư hải quân ở đây, Komatsubara tốt nghiệp khóa 18 trường Trường Sĩ quan Lục quân (Đế quốc Nhật Bản).

### Sách
- Coox, Alvin D (1990). Nomonhan: Japan Against Russia. 1939: Stanford University Press. ISBN 0-8047-1835-0.{{Chú thích sách}}:  Quản lý CS1: địa điểm (liên kết)